# Steve Borg
Steve Borg (Mosta, 15 de mayo de 1988) es un futbolista maltés que juega en la demarcación de defensa para el Ħamrun Spartans F. C. de la Premier League de Malta.

## Selección nacional
Debutó con la selección de fútbol de Malta el 7 de octubre de 2011. Lo hizo en un partido de clasificación para la Eurocopa 2012 contra Letonia que finalizó con un resultado de 2-0 a favor del combinado letón tras los goles de Aleksejs Višņakovs y de Artjoms Rudņevs.

### Goles internacionales
| # | Fecha                   | Estadio                                    | Oponente      | Gol | Resultado | Competición                         |
| - | ----------------------- | ------------------------------------------ | ------------- | --- | --------- | ----------------------------------- |
| 1 | 23 de marzo de 2019     | Estadio Nacional Ta' Qali, Ta' Qali, Malta | Islas Feroe   | 2–0 | 2–1       | Clasificación para la Eurocopa 2020 |
| 2 | 13 de octubre de 2020   | Estadio Daugava, Riga, Letonia             | Letonia       | 0-1 | 0-1       | Liga de Naciones de la UEFA         |
| 3 | 11 de noviembre de 2020 | Estadio Nacional Ta' Qali, Ta' Qali, Malta | Liechtenstein | 2-0 | 3-0       | Amistoso                            |

## Clubes
| Club                  | País   | Año       | Partidos | Goles |
| --------------------- | ------ | --------- | -------- | ----- |
| Mosta F. C.           | Malta  | 2005-2009 | 13       | 0     |
| Valletta F. C.        | Malta  | 2009-2015 | 133      | 8     |
| Aris Limassol F. C.   | Chipre | 2015-2016 | 35       | 1     |
| Valletta F. C.        | Malta  | 2016-2020 | 115      | 10    |
| Gżira United F. C.    | Malta  | 2020-2022 | 33       | 2     |
| Ħamrun Spartans F. C. | Malta  | 2022-     | 76       | 2     |

## Palmarés

### Campeonatos nacionales
| Título                  | Club                  | País  | Año  |
| ----------------------- | --------------------- | ----- | ---- |
| Copa de Malta           | Valletta F. C.        | Malta | 2010 |
| Supercopa de Malta      | Valletta F. C.        | Malta | 2010 |
| Premier League de Malta | Valletta F. C.        | Malta | 2011 |
| Supercopa de Malta      | Valletta F. C.        | Malta | 2011 |
| Premier League de Malta | Valletta F. C.        | Malta | 2012 |
| Supercopa de Malta      | Valletta F. C.        | Malta | 2012 |
| Premier League de Malta | Valletta F. C.        | Malta | 2014 |
| Copa de Malta           | Valletta F. C.        | Malta | 2014 |
| Supercopa de Malta      | Valletta F. C.        | Malta | 2016 |
| Premier League de Malta | Valletta F. C.        | Malta | 2018 |
| Copa de Malta           | Valletta F. C.        | Malta | 2018 |
| Supercopa de Malta      | Valletta F. C.        | Malta | 2018 |
| Premier League de Malta | Valletta F. C.        | Malta | 2019 |
| Supercopa de Malta      | Valletta F. C.        | Malta | 2019 |
| Premier League de Malta | Ħamrun Spartans F. C. | Malta | 2023 |
| Supercopa de Malta      | Ħamrun Spartans F. C. | Malta | 2023 |
| Premier League de Malta | Ħamrun Spartans F. C. | Malta | 2024 |
| Supercopa de Malta      | Ħamrun Spartans F. C. | Malta | 2024 |
| Premier League de Malta | Ħamrun Spartans F. C. | Malta | 2025 |